# 小行星8298
小行星8298（8298 Loubna）是一颗围绕太阳公转的小行星。1993年1月22日，亨利·德波鸿诺、埃里克·瓦爾特·埃爾斯特在拉西拉天文台发现了此天体。
这颗小行星的绝对星等为160.86497等。